# Леонски език
Леонският език (Llionés) е астуро-леонски език, говорен в западната част на Испания, част от няколко взаимно разбираеми западноромански диалекта, говорени и в Испания и Португалия. Лингвистично астуро-леонските диалекти се класифицират като диалекти на един език, но по политически причини се говори за три езика: астурски в испанската автономна област Астурия, леонски в западните части на провинциите Леон, Самора и Саламанка и мирандски (mirandés, в червено на картата вдясно) в селищата около граничния град Миранда ду Доуру в източната част на окръг Браганса, Потугалия. Астуро-леонските езици са класифицирани от ЮНЕСКО като застрашени.

## Име
Рамон Менендес Пидал използва името леонски за цялата лингвистична област, включително Астурия. В последно време този термин е заменен с астуро-леонски сред учените, които работят в областта на иберороманските езици. Все още обозначението леонски може да се използва по отношение на астуро-леонския от хора, които не говорят астурски или мирандски. Речникът на испанския език на Кралската академия за испански език определя астуро-леонския като термин с лингвистична класификация: романски диалект, произхождащ от Астурия и Кралство Леон в резултат на местната еволюция на латинския език. Речникът дефинира леонския като географски термин: разновидност на испанския език, говорена на територията около Леон. Препратката към леонския език в член 5, алинея 2 на Автономния статут на Кастилия и Леон (конституцията) има значението на първия, общ термин. Мирандският обикновено се разглежда отделно, тъй като не се говори в Испания, а в Португалия има официален статус и влияние от португалския език.

## Статут
Леонският (разбиран в тесен смисъл като леонските диалекти на територията на провинциите Леон, Самора и Саламанка) в 2006 година е официално признат от автономната област Кастилия и Леон. В член 5, алинея 2 на Автономния статут на Кастилия и Леон е записано:
| „ | Леонският се ползва със специална защита от страна на институциите, заради своята специална ценност за езиковото наследство на Областта. Неговата защита и поддръжка ще бъдат регулирани. | “ |

Леонският, като част от астуро-леонските езици, е смятан за застрашен език от ЮНЕСКО. В края на 1990-те няколко асоциации неофициално предлагат леонски езикови курсове. В 2001 година Леонският университет (Universidad de León) създава курс за учители по леонски и местните и провинциални власти разработват езикови курсове за възрастни. Днес леонски може да бъде учен в големите градове на трите провинции Леон, Самора и Саламанка. Градският съвет на град Леон прави кампании за насърчаване на младите хора да учат леонски. Леонският език няма официален регулатор.

## Примерни текстове
| Място   | Провинция        | Диалект             | Текст |
| ------- | ---------------- | ------------------- | --- |
| Кареньо | Астурия          | Централен           | Tolos seres humanos nacen llibres y iguales en dignidá y drechos y, pola mor de la razón y la conciencia de so, han comportase fraternalmente los unos colos otros.      |
| Сомиедо | Астурия          | Западен             | Tódolos seres humanos nacen ḷḷibres ya iguales en dignidá ya dreitos ya, dotaos cumo tán de razón ya conciencia, han portase fraternalmente los unos conos outros.       |
| Биерзо  | Леон             | Западен             | Tódolos seres humanos nacen ḷḷibres ya iguales en dignidá ya dreitos ya, dotaos cumo tán de razón ya conciencia, han portase fraternalmente los unos conos outros.       |
| Кабрера | Леон             | Западен             | Tódolos seres humanos ñacen llibres y iguales en dignidá y dreitos y, dotaos cumo están de razón y concéncia, han portase fraternalmente los unos pa coños outros.       |
| Миранда | Миранда ду Доуру | Западен (мирандски) | Todos ls seres houmanos nácen lhibres i eiguales an denidade i an dreitos. Custuituídos de rezon i de cuncéncia, dében portar-se uns culs outros an sprito de armandade. |

Примерен текст на мирандски език е следният текст, написан от Амадеу Ферейра, публикуван в португалския вестник „Публико“ на 24 юли 2007 година и съпоставен с астурския и леонския.
| Мирандски: | Леонски: | Астурски: |
| Muitas lhénguas ténen proua de ls sous pergaminos antigos, de la lhiteratura screbida hai cientos d'anhos i de scritores hai muito afamados, hoije bandeiras dessas lhénguas. Mas outras hai que nun puoden tener proua de nada desso, cumo ye l causo de la lhéngua mirandesa. | Muitas llinguas tien arguyu de los sous pergaminos antiguos, de la lliteratura escrita van cientos d'annos y d'escritores bien famosos; guei bandeiras d'eisas llinguas. Peru hai outras que nun pueden tener arguyu de nada d'eisu, cumu ye'l casu de la llingua mirandesa. | Munches llingües tienen arguyu de los sos pergaminos antiguos, de la lliteratura escrita hai cientos d'años y d'escritores enforma famosos, güei banderes d'eses llingües. Pero hai otres que nun pueden tener arguyu de nada d'eso, como ye'l casu de la llingua mirandesa. |